# 阿肖克·库马尔 (1953年8月)
阿肖克·库马尔（英語：Ashok Kumar，1953年8月14日—），印度外交官，曾任印度駐贊比亞兼駐馬拉維高級專員、印度駐溫哥華總領事、印度駐蘇丹大使等職務。

## 经历
1953年8月14日，阿肖克·库马尔生于印度旁遮普邦霍希亚布尔县。他在昌迪加尔的旁遮普大学获得了英语专业的研究生学位。
1977年，庫馬爾加入印度稅務局。1980年9月，加入印度外事服務部。他曾在印度驻巴林、新加坡、阿富汗、澳大利亚和埃及的大使馆中担任不同职位。2002年12月至2005年8月，任印度駐蘇丹大使。2005年11月至2008年8月担任印度驻温哥华总领事。
2008年10月14日至2013年8月31日，任印度駐贊比亞兼駐馬拉維高級專員，还担任印度驻东部和南部非洲共同市场的特别代表。

## 個人生活
庫馬爾愛好看板球，也喜歡打高爾夫球。與妻子育有一女。